# Mitsuteru Ueshiba
Mitsuteru Ueshiba (植芝 充央; Tokyo, 27. lipnja 1981.) je waka-sensei. Praunuk je utemeljitelja aikida, Moriheija Ueshibe. 

## Životopis
Mitsuteru Ueshiba je rođen 1981. godine u Tokyu. Aikido je započeo vježbati od dobi od tri godine, pod nadzorom svoga djeda Kisshomarua. Nakon što je u ožujku 2006. godine diplomirao na Sveučilištu Toyo, postao je član osoblja Aikikai zaklade. Travnja 2010. godine je imenovan za dojo-cho (upravnik) Iwama dojoa, koji se nalazi u prefekturi Ibaraki. Godine 2012. imenovan je za vršitelja dužnosti Hombu dojo-cho, da bi 2015. godine bio unaprijeđen u Hombu dojo-cho. 
Redovno predaje aikido u Hombu Dojou. Također podučava aikido na sveučilištima i u aikido klubovima na sveučilištima. Pored uobičajenog podučavanja, mnoge organizacije ga pozivaju na domaće i međunarodne obljetnice aikida. Godine 2010. prvi put je posjetio Rusiju, učestvovao i održao majstorsku klasu na Međunarodnom festivalu aikida u Moskvi, a 2013. bio je veleposlanik na svjetskim igrama borilačkih vještina koje su održane u Sankt Peterburgu. Povodom 150 godina od uspostavljanja diplomatskih veza Japana i Mađarske, 2019. je držao seminar u Budimpešti. Iste godine povodom 60. obljetnice diplomatskih veza Japana i Europske unije seminare je održao u Francuskoj, Belgiji i Luksemburgu. Između ostalih, 2019. je nazočio i u Nizozemskoj povodom 60. obljetnice prisustva Aikikaija u toj državi. Također, i u Slovačkoj 2024. povodom 30 godina aikida u toj zemlji. Iste godine i u Italiji povodom 60 godina Aikikaija u toj državi.
Mitsuteru Ueshiba je poznat pod naslovom Waka-Sensei (若先生). Ovaj izraz primjenjivan je i na Moriteru Ueshibu kada je drugi doshu Kisshomaru Ueshiba još uvijek bio živ. Doslovno, Waka znači mlad. Međutim, u ovom se slučaju izraz Waka odnosi na nasljednika (後継者), osobu koja će nastaviti voditi aikido nakon smrti doshua (u ovom slučaju on će biti sljedeći doshu).

## Djela
- An Introduction to Aikido Mastering the Basics Through Proper Training (2019.)

## Vanjske poveznice
- Fotografija sina i oca
- Mitsuteru Ueshiba－47th All Japan Aikido YouTube
- Mitsuteru Ueshiba - Aikijinja Taisai 2010